# 너도바디난초속
너도바디난초속(----蘭草屬, 학명: Eriopsis 에리옵시스[*])은 보춘화족의 단형 아족인 너도바디난초아족(----蘭草亞族, 학명: Eriopsidinae 에리옵시디나이[*])에 속하는 유일한 속이다.

## 하위 분류
- 너도바디난초(E. biloba Lindl.)
- E. amazonica Kolan. & Szlach.
- E. rutidobulbon Hook.
- E. sceptrum Rchb.f. & Warsz.